# BBÖ VT 12
Der BBÖ VT 12 war ein vierachsiger Verbrennungsmotor-Triebwagen der Bundesbahnen Österreich (BBÖ). Er wurde von Warchalowski in Wien parallel zum zweiachsigen BBÖ VT 11 entwickelt.

## Geschichte
Im März 1926 bestellten die BBÖ die drei Fahrzeuge, von denen die VT 12.01–02 im Juli und der VT 12.03 im September 1927 geliefert wurden. Die Fahrzeuge wurden im gleichen Jahr abgenommen, wobei vom VT 12.02 die amtliche Abnahmefahrt auf der Strecke von Wien nach Tulln bekannt ist. Danach wurden die Fahrzeuge im Lokalbahndienst eingesetzt. Sie wurden ab 1938 bei der Deutschen Reichsbahn als 767–769 bezeichnet und waren in Mistelbach stationiert. Dort wurde der Wagen 768 1940 ausgemustert, die anderen beiden Fahrzeuge wurden auf Treibgasantrieb umgestellt. Vom 767 ist 1941 die Einsatzstelle Mürzzuschlag bekannt.
Dieser Wagen überlebte den Zweiten Weltkrieg und wurde von den ÖBB bis Februar 1951 eingesetzt. Ein Jahr später wurde er zum Beiwagen mit der Bezeichnung B4T 7529.01 umgebaut. Ab dem 7. Oktober 1959 wurde der Beiwagen als Bahndienstwagen 990 083 weiterverwendet.

## Fahrzeugaufbau
Der Wagen ist als eine Nietkonstruktion von gewalzten Profilen und Blechen aufgebaut. Für den Übergang des Personals in den Beiwagen besaß er an den Stirnseiten Stirnwandtüren mit Übergangsbrücken. Der Fahrgastraum war innen mit Holz verkleidet, dass mit Linoleum belegt war. Der Wagenkasten war mit Warmwasser aus dem Kühlkreislauf des Motors beheizt und elektrisch beleuchtet. Er stützte sich auf den Drehgestellen mit dreifacher Abfederung ab; die Radsätze stützen sich über Blattfedern am Drehgestellrahmen, die Wagenkästen über Blatt- und Schraubenfedern mit der Wiege des Drehgestells ab.
Der Motor sowie das mechanische Getriebe war in einem Maschinentragrahmen gelagert, der sich ähnlich wie bei DWK-Triebwagen mit schwanenhalsförmigen Enden auf den Drehzapfen der Drehgestelle abstützte. Alle Elemente der Antriebsanlage waren jedoch Eigenkonstruktionen von Warchalowski. Der Motor war etwas außermittig gelagert und ragte geringfügig in den Fahrgastraum hinein. An der Stelle des Motors war im Fahrgastraum eine bis zum Wagendach reichende Maschinenkammer installiert. Diese ließ noch genügend Platz für die Inneneinrichtung des Wagens. Der Motor war ein Sechszylinder-Viertakt-Ottomotor, der bei 900 min−1 Drehzahl eine Leistung von 150 PS abgab. Wie bei der Vorgängertype betrug der Zylinderdurchmesser 170 mm und der Kolbenhub 220 mm. Ausgerüstet war der Motor mit zwei Vergasern von Pallas und einer Zündanlage von Bosch. Die Kraftübertragung wurde über die Einscheibentrockenkupplung und das mechanische Vierganggetriebe realisiert, außerdem gehörte noch das Wendegetriebe dazu. Von dem Schaltgetriebe waren sämtliche Zahnradverbindungen ständig im Eingriff, die Kraftübertragung wurde über Backenkupplungen mit Druckluft realisiert. Vom Abtrieb des Getriebes erfolgte über Gelenkwellen die Ansteuerung der inneren Achsen der Drehgestelle.
Das Motorkühlwasser wurde durch sechs Zellenkühler mit Zwangsbelüftung auf dem Dach realisiert. Außer der normalen Kühlung durch Fahrtwind wurde diese noch durch zwei elektrisch angetriebene Ventilatoren mit versorgt. Zwei auf dem Maschinentragrahmen gelagerte Luftverdichter besorgten die für die Bremsanlage und die Hilfsbetriebe benötigte Luft. Sie wurden rein mechanisch vom Getriebeausgang angetrieben. Die Fahrzeuge besaßen ein Bordnetz von 24 V Gleichspannung, das von einer Lichtmaschine und der Batterie versorgt wurde.